# ناحیه جاشوا، شهرستان فولتن، ایلینوی
ناحیه جاشوا (به انگلیسی: Joshua Township) یک منطقهٔ مسکونی در ایالات متحده آمریکا است که در شهرستان فولتن، ایلینوی واقع شده‌است. ناحیه جاشوا ۱۹۷ متر بالاتر از سطح دریا واقع شده‌است.